# Jérémy De Magalhaes
Jérémy De Magalhaes est un footballeur français né le 21 novembre 1983 à Ivry-sur-Seine. Il joue au poste de défenseur central ou de latéral gauche dans les années 2000 et 2010.

## Carrière
Jérémy De Magalhaes commence le football à 6 ans en région parisienne. Membre des sélections jeunes de la Ligue d'Île-de-France, il passe par le Paris FC et le CS Brétigny avant d'être repéré lors par le Stade lavallois lors d'une détection organisée en région parisienne. Il intègre le centre de formation du club mayennais en 1999 et signe son premier contrat professionnel en 2003.
En Ligue 2, il joue 71 matchs avec le Stade lavallois.
Il poursuit sa carrière au niveau amateur. En 2014 les entraîneurs du groupe C de CFA l'élisent dans l'équipe-type de la saison.
Depuis 2015 il fait partie du staff technique de l'ES Cannet-Rocheville.
En 2024 s'engage au SC Mouans-Sartoux pour prendre les rênes de l'équipe première évoluant en Régional 2